# Lady Macbeth uit het district Mtsensk

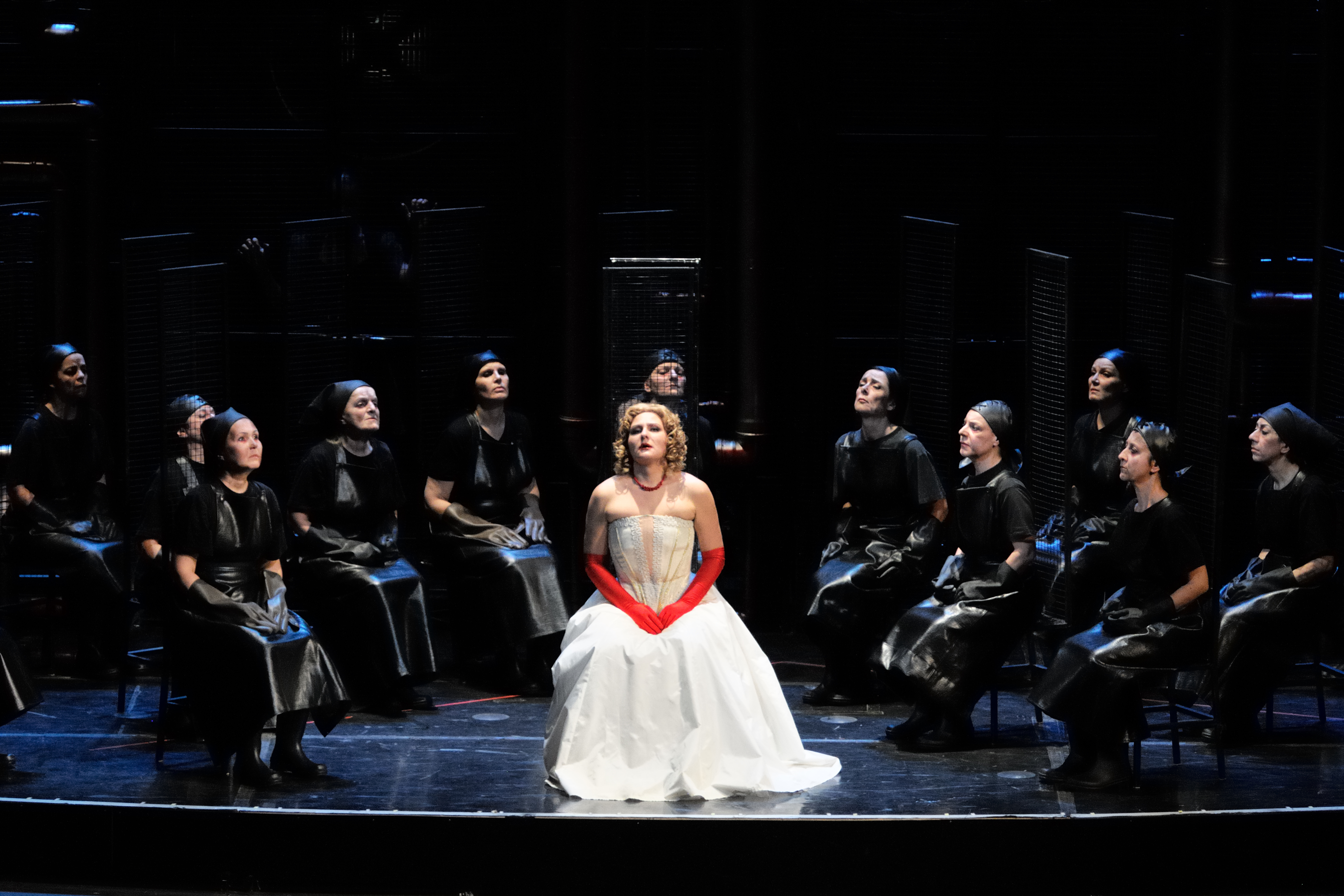
Lady Macbeth uit het district Mtsensk in het Teatro Comunale di Bologna, december 2014 – met Svetlana Sozdateleva als Katerina Lvovna Izmajlova en het gezelschap Helikon-Opera uit Moskou

Lady Macbeth uit het district Mtsensk (Russisch: Леди Макбет Мценского уезда) is een novelle uit 1865 van de Russische schrijver Nikolaj Leskov.
Het verhaal van de novelle werd gebruikt door Dmitri Sjostakovitsj in de gelijknamige opera. Sjostakovitsj componeerde dit werk (zijn tweede opera, opus 29) tussen 1930 en 1932. De opera in vier akten is voorzien van teksten van de componist zelf en van Aleksandr Prejs, ontleend aan de novelle van Leskov.
Het verhaal werd in 1962 nogmaals gebruikt in de film Lady Macbeth in Siberië van de Poolse filmregisseur Andrzej Wajda en in 2016 in de Britse film Lady Macbeth van William Oldroyd .

## Het lot van de opera
De première van de opera vond plaats in het Maly Theater in Sint-Petersburg op 22 januari 1934. Twee jaar lang werd de opera met groot succes opgevoerd in de Sovjet-Unie. In 1936 kwam daar abrupt een eind aan toen een anoniem krantenartikel in de Pravda het werk verpletterend bekritiseerde. Het artikel was getiteld "Chaos in plaats van muziek" en wordt vaak toegekend aan Jozef Stalin. De toenmalige leiding van de Sovjet-Unie en haar handlangers in de Bond van Sovjetcomponisten veroordeelden dit werk officieel als te modern en decadent. Meer waarschijnlijk werd aanstoot genomen aan het verhaal van de opera: een mishandelde vrouw die zomaar beslist zich te wreken en bovendien eindigt als tragische heldin... dat kon Stalins Rusland missen als kiespijn.
De opera vormt aldus een keerpunt in de carrière van de componist. Het werk werd meteen geschrapt uit alle concertzalen en het zou meer dan dertig jaar duren voor het weer op het repertoire zou verschijnen. Voortaan zou Sjostakovitsj schrijven onder het juk van censuur. Het is evenwel mede door deze censuur dat de opera heden ten dage veel belangstelling geniet. In 1962 reviseerde Sjostakovitsj de opera en gaf het "vanwege de slechte ontvangst bij de première" een nieuwe naam: Katerina Ismajlova.

## Het verhaal
Katerina Izmajlova, jonge vrouw van de oudere koopman Zinovi Izmajlov, is ongelukkig in haar huwelijk. Ze houdt niet van haar man en verveelt zich vreselijk. Ze zijn vijf jaar getrouwd en hebben geen kinderen. Zinovi verwaarloost haar en is vaak van huis. Diens inwonende vader Boris Izmajlov veroordeelt alles wat zij doet, en geeft haar de schuld van het ontbreken van een erfgenaam.
Koopman Zinovi Izmajlov moet enkele dagen op reis, en ook Boris is veel afwezig. Sergej, een knappe jonge knecht, belaagt samen met anderen de kokkin Aksinja. Katerina berispt de mannen, waarop Sergej haar uitdaagt tot een worstelpartij. Door het lijfelijk contact ontwaakt in Katerina de hartstocht die zij tot nu toe heeft moeten ontberen. De rokkenjager Sergej maakt haar in toenemende mate het hof. Onder het voorwendsel een boek te willen lenen, klopt Sergej 's nachts aan Katerina's deur en hij verleidt haar.
Zinovi is nog steeds niet terug van zakenreis, en de twee geliefden hebben enkele hartstochtelijke nachten. Dan verliezen ze de voorzichtigheid uit het oog en Boris ontdekt hun overspelige relatie. Boris onderwerpt Sergej aan vijfhonderd zweepslagen en sluit hem op. Hij dreigt ook Katerina in de paardenstal af te ranselen en haar echtgenoot van de situatie te verwittigen. Hij beveelt Katerina hem iets te eten te maken. Zij gehoorzaamt, maar voegt er rattengif aan toe. Weldra legt de oude man het loodje. Katerina pakt zijn sleutels en bevrijdt Sergej. Boris wordt openbaar begraven; hij was al oud en zijn dood wekt geen verdenking.
Katerina en Sergej delen het echtelijk bed en weldra is zij in verwachting. Samen maken zij plannen voor de toekomst – hij wil haar trouwen, en zij vindt dat hij de status van koopman verdient. Echter... Zinovi Izmajlov staat hun plannen nog in de weg.
Zinovi komt terug van zijn langdurige reis; hij heeft alles gehoord en ondervraagt Katerina. Ze confronteert hem brutaal en roept haar minnaar erbij. Samen wurgen ze Zinovi. Het lijk verbergen ze in de kelder. De koetsier die Zinovi heeft gereden, maakt bekend dat zijn baas al drie werst vóór de stad was uitgestapt. Nu de koopman ook na verloop van weken niet meer komt opdagen, wordt aangenomen dat hij dood is.
Katerina en Sergej besturen samen het bedrijf en de huishouding en ze denken al aan hun huwelijk, menende dat de hele erfenis van Boris en Zinovi nu van haar is. Maar dan komt de tweelingzus van Boris op het toneel, met hun neefje Fjodor. Het jongetje heeft recht op de helft van de erfenis. Onder het voorwendsel goed voor hem te zorgen, zit Katerina naast zijn bed. Als de kust veilig is, haalt ze Sergej erbij en samen wurgen ze Fjodor. Een groepje dorpsgenoten dat – nieuwsgierig naar hun amoureuze activiteiten – naar binnen gluurt, is getuige van de moord en het schuldige paar wordt gevangengezet. In de kelder wordt het slordig begraven lijk van Zinovi ontdekt.
Katerina en haar minnaar worden veroordeeld tot levenslange dwangarbeid in Siberië. In een groep van veroordeelden ondernemen zij, bedwongen door bewakers, lopend de tocht naar Siberië. Nu hij Katerina niet meer kan gebruiken als opstapje naar het rijke koopmanschap, laat Sergej haar vallen als een baksteen. Hij richt zijn veroveringskunsten nu op een andere veroordeelde, de blonde Sonjetka. Als hij zover gaat dat hij Sonjetka's gunsten verovert met een paar dikke wollen sokken die hij van Katerina heeft gekregen, slaan bij Katerina de stoppen door.
Als de groep arrestanten met een veerboot de Wolga moet oversteken, grijpt Katerina haar concurrente, werpt haar overboord en springt er zelf achteraan. Beide vrouwen verdwijnen in de golven en worden nooit meer gezien.

## Ontmoeting der kunsten
In het theaterseizoen 2010/2011 kwamen novelle en opera bij elkaar in een avondvullende voorstelling, waarin fragmenten van het verhaal werden gespeeld door acteurs Carol Linssen en Christine Ewert, afgewisseld met fragmenten uit de opera gespeeld door het Hexagon Ensemble. Een dergelijke multidisciplinaire opzet staat sinds ongeveer 2000 bekend als het genre muziek en literatuur.